# Ирина Привалова
Ирина Привалова (рус. Ирина Привалова), рођена као Ирина Анатољевна Сергејева (рус. Ирина Анатольевна Сергеева; Малахова, 22. новембар 1968), бивша је руска атлетичарка, вишеструка освајачица олимпијских медаља.
Каријеру је започела као спринтерка, такмичећи се углавном у тркама на 100 и 200 м. У тим је дисциплинама постизала врхунске резултате, те била вишеструка европска првакиња и вишеструка освајачица медаља на светским првенствима. Поред тога је била и светска првакиња у штафети. У каснијој фази каријере одлучила се за промену дисциплина, и то веома успешно, јер је на Олимпијским играма у Сиднеју 2000. године узела злато у трци 400 м препоне, те бронзу у штафети 4 × 400 м.
У каријери је Привалова била врло успешна и на такмичењима у дворани, јер је била светска првакиња у дворани на 60 м, 200 м и 400 м. Уз то је још увек (2007. година) актуелна светска рекордерка на деоници 50 м у дворани (5,96 с) и 60 м у дворани (6,92 с).

## Резултати и медаље

### Олимпијске игре
- Барселона 1992.
  - бронза на 100 метара 10,84
  - сребро у штафети 4 x 100 м (Олга Богословска, Галина Малчугина, Марина Траденкова, Ирина Привалова) 42,16

- Сиднеј 2000.
  - злато на 400 метара препоне 53,02
  - бронза у штафети 4 x 400 метара (Јулија Сотникова, Светлана Гончаренко, Олга Котљарова, Ирина Привалова) 3:23,46

### Светско првенство у атлетици на отвореном
- Токио 1991.
  - сребро у штафети 4 x 100 м (Наталија Котвун, Галина Малчугина, Јелена Виноградова, Ирина Привалова) 42,20

- Штутгарт 1993.
  - злато у штафети 4 x 100 метара (Олга Богословска, Галина Малчугина, Наталија Воронова-Поморишчникова, Ирина Привалова) 41,49 СР
  - бронза на 200 метара 22,13
  - сребро у штафети 4 x 400 м (Јелена Рузина, Татјана Алексејева, Маргарита Пономарјова-Кхромова, Ирина Привалова) 3:18,38

- Гетебург 1995.
  - бронза на 100 метара 10,96
  - сребро на 200 метара 22,12

### Светско првенство у атлетици у дворани
- Торонто .1993
  - злато на 200 м 22,15 СР
  - сребро на 60 м 6,97

- Барселона 1995.
  - злато на 400 50,23 СР

### Европско првенство у атлетици
- Хелсинки 1994.
  - злато на 100 метара 11,02
  - злато на 200 метара 22,32
  - сребро на 4 x 100 м 42,96

- Будимпешта 1998.
  - злато на 200 метара 22,62
  - сребро на 100 метара 10,83
  - бронза у штафети 4 x 100 м 42,73

### Светски рекорди
(стање фебруар 2007)
- 1995. Мадрид светски рекорд у дворани на 50 м 5,96 с
- 1993. Мадрид светски рекорд у дворани на 60 м 6,92 с
- 1995. Мадрид светски рекорд у дворани на 60 м 6,92 с

### Европски рекорди
- 1995. Лијевен европски рекорд у дворани на 200 м 22,10 с